# گری اوبراین
گری اوبراین (انگلیسی: Gray O'Brien؛ زادهٔ ۱۱ اوت ۱۹۶۸) بازیگر اهل بریتانیا است.
از فیلم‌ها یا برنامه‌های تلویزیونی که وی در آن نقش داشته‌است می‌توان به دکتر هو، خیابان کورونیشن، تلفات، تاگارت، کشتی خدایان، ملکه، طبابت در پیک و تایتانیک: خون و فولاد اشاره کرد.